# بادو بوي
بادو بوي أو الطفل بادو (بالفرنسية: Badou Boy)‏ هُو عُنوان فيلم سنغالي قصير صدر عام 1970 وأخرجه جبريل ديوب مامبيتي. يتتبع الفيلم مغامرات شاب خجول يُسمى بادو بوي، حيث يتنقل هذا الأخير عبر شوارع داكار مُستقلا حافلات المدينة. فاز الفيلم بجائزة التانيت الفضي في دورة سنة 1970 من مهرجان قرطاج السينمائي بتونس. وقد عُرض الفيلم ضمن فعاليات دورة سنة 1973 من مهرجان كان السينمائي. لم يُعرض فيلم بادو بوي في المملكة المتحدة حتى عام 2006. حظي الفيلم بترحيب وقبول كبير فور عرضه باعتباره فيلما كلاسيكيًا مفقودًا. وقد عُرض في مهرجان (بالإنجليزية: Africa in Motion)‏ للفيلم في أكتوبر 2006 في سينما فيلم هاوس في إدنبرة.

## قصة الفيلم
الفيلم عبارة عن نظرة ساخرة إلى عاصمة السنغال من خلال مُغامرات ما وصفه المخرج بأنه «قنفذ شارع غير أخلاقي إلى حد ما ويُشبهني إلى حد كبير». اعتمد الفيلم على خلفية داكار الصاخبة في أواخر الستينيات. يعتقد «العميد» أن «بوي» يمثل خطرًا على المجتمع لكنه مجرد طفل في الشارع يحاول البقاء على قيد الحياة. بينما يقود «بوي» «العميد» في مطاردة عبر أحياء الصفيح إلى وسط مدينة داكار، أشار المخرج جبريل مامبيتي إلى نموذج تشارلي شابلن للأفلام الصامتة. كان على مامبيتي أن يعود مرارًا وتكرارًا إلى موضوع الأشخاص الوحيدين على حافة المجتمع. تبرز شخصية «بوي» على أنها مؤثرة بشكل خاص. يضع مامبيتي أيضًا الأساس للنقد العميق للفساد الذي جلبته التأثيرات الغربية على إفريقيا - وهذا النقد هُو السمة المميزة لأفلامه.

## طاقم التمثيل
- لمين با دور بادو بوي.
- آل دمبا سيس بدور العميد آل.
- كريستوف كولومب في دور الصديق.
- عزيز ديوب مامبيتي في دور المالك.

## روابط خارجية
بادو بوي على موقع IMDb (الإنجليزية)
- بادو بوي على موقع ألو سيني (الفرنسية)
- بادو بوي على موقع فيلمافينيتي (الإسبانية)
- بادو بوي على موقع قاعدة بيانات الفيلم (الإنجليزية)
- بادو بوي على موقع ليتربوكسد (الإنجليزية)
- بادو بوي على موقع كينوبويسك (الروسية)